# Manuel Cornejo
Manuel Cornejo, né le 4 octobre 1971 à Senlis, est à la fois un hispaniste français, auteur de travaux sur le dramaturge Lope de Vega, et un musicographe français consacrant ses recherches au compositeur Maurice Ravel.

## Biographie

### Hispanisme
Manuel Cornejo est professeur agrégé d’espagnol (1995) et ancien membre de la section scientifique (94e promotion) de la Casa de Velázquez (2003-2005). Il a soutenu une thèse de doctorat sur Lope de Vega sous la direction de Jean Canavaggio (2004).

### Recherches et publications sur Maurice Ravel
En parallèle, il consacre ses recherches au compositeur Maurice Ravel. Depuis 2009, il a publié une quarantaine d'articles sur Maurice Ravel, essentiellement dans les Cahiers Maurice Ravel (publication annuelle de la Fondation Maurice Ravel aux éditions Séguier) dont il a assumé la rédaction en chef du no 18 de 2016.
En 2018, il publie une édition la plus complète possible de la correspondance, écrits et entretiens de Maurice Ravel. Cette édition de près de 2 700 documents (dont 1 883 correspondances de Ravel, 124 écrits publics de Ravel, soit 2 007 écrits du compositeur ; 303 correspondances à Ravel, 367 extraits de correspondances entre tiers sur Ravel) lui vaut le Prix du jury du Prix France Musique des Muses 2019,, le Prix du meilleur livre sur la musique (Essai) du Syndicat Professionnel de la Critique de Théâtre, Musique et Danse 2019 et le Prix Sévigné 2019,.
Depuis 2019, il rédige également des livrets de CD sur Maurice Ravel pour les labels discographiques Calliope, Indesens, La Música, Ondine (deux CD de l'Orchestre symphonique d'Euskadi dirigé par Robert Treviño sortis en 2021 et 2022).
Depuis 2020, il est contributeur de Dezède  (ISSN 2269-9473), ressource numérique open source, outil scientifique de recherche et de valorisation dédié à l’archivage et à la chronologie des spectacles, cofondé par les musicologues Yannick Simon, Joann Élart et Patrick Taïeb. Depuis 2023, il est membre du comité scientifique de Dezède et membre associé du laboratoire de recherche Institut de Recherche en Musicologie (IReMus),.
En 2025, à l'occasion du 150e anniversaire de naissance du compositeur, il publie une édition revue et augmentée de la correspondance, écrits et entretiens de Maurice Ravel aux Éditions Gallimard. L'ouvrage, enrichi de 250 documents et 2 annexes, comporte 2 919 documents (dont 2 001 correspondances de Ravel et 147 écrits publics de Ravel) ainsi que 16 annexes.

### L'association 1901 des Amis de Maurice Ravel
Il est par ailleurs le président-fondateur de l’association des Amis de Maurice Ravel (2012),, dont le président d'honneur est Gabriel Yared. Dans le cadre de l'association, il a co-organisé plusieurs manifestations dont : un hommage au compositeur pour le 75e anniversaire de sa mort au cimetière de Levallois (28 décembre 2012) et à la Délégation Générale Wallonie-Bruxelles à Paris (7 mars 2013), la pose de plaques commémoratives à Chamouilley (7 septembre 2013), à Levallois au 11 rue Louis-Rouquier (7 mars 2015),,, à Paris au 21 rue d'Athènes (12 juin 2019) en face de ses proches amis Cipa, Ida, Jean et Mimi Godebski au numéro 22 -plaque financée grâce au mécénat de la Fondation La Marck (Fondation de Luxembourg)-,,, au 19 boulevard Pereire (28 décembre 2021) et au 40 rue des Martyrs (7 mars 2024),,, un concert de François-Joël Thiollier avec exposition Maurice Ravel et lectures par Michel Bernard et Manuel Cornejo au Château des Monthairons pour le centenaire du passage de Maurice Ravel à Verdun (15 avril 2016),, une journée d’études sur Roland-Manuel — élève, ami et biographe de Maurice Ravel — au CNSMDP (17 novembre 2016), un concert de Henri Barda avec lectures par Michel Bernard et Manuel Cornejo au Mémorial de Verdun à l'occasion de l'exposition Art/Enfer : Créer à Verdun 1914-1918 (2 juillet 2022), un concert de Henri Barda et de François-Joël Thiollier à la Salle Cortot pour le dixième anniversaire de l'association (8 avril 2023).
Il est à l’initiative d’une politique d’acquisitions patrimoniales (notamment des correspondances autographes de Maurice Ravel) par l’association des Amis de Maurice Ravel, grâce aux donateurs de cette organisation reconnue d’intérêt général et, depuis 2019, grâce au mécénat de la Fondation La Marck (Fondation de Luxembourg). Les documents d’archives acquis ont vocation à être donnés principalement à la BnF et, ponctuellement, à d’autres archives publiques françaises telles que les Archives départementales des Pyrénées-Atlantiques ou le Mémorial de Verdun. En 2022, à la suite d'un signalement de la maison Chanel, il a permis la restauration par l'association, financée par la Fondation La Marck, de la tombe de Misia Sert -dédicataire du Cygne et de La Valse de Maurice Ravel- et de sa nièce Mimi Godebski -co-dédicataire avec son frère Jean Godebski de Ma Mère l'Oye de Maurice Ravel- au cimetière de Samoreau, avec l'accord des familles Godebski et Blacque-Belair.
Le 15 novembre 2023, il est à l'origine d'une donation par l'association d'œuvres d’art et de documents d’archives au Musée Maurice-Ravel, Le Belvédère, de Montfort-l'Amaury,,,,,.
Il a joué un rôle dans l’émission d’un timbre Maurice Ravel par Philaposte, du groupe La Poste, le 7 mars 2025, à l'occasion du 150e anniversaire de naissance du compositeur, et il a rédigé le texte du document philatélique national de ce timbre,,,. Le 7 mars 2025,  il a participé à la commémoration du cent cinquantenaire de Maurice Ravel à la Maison Musée Maurice Ravel « Le Belvédère » organisée par la Ville de Montfort-l’Amaury,.

## Publications sur la musique

### Ouvrages

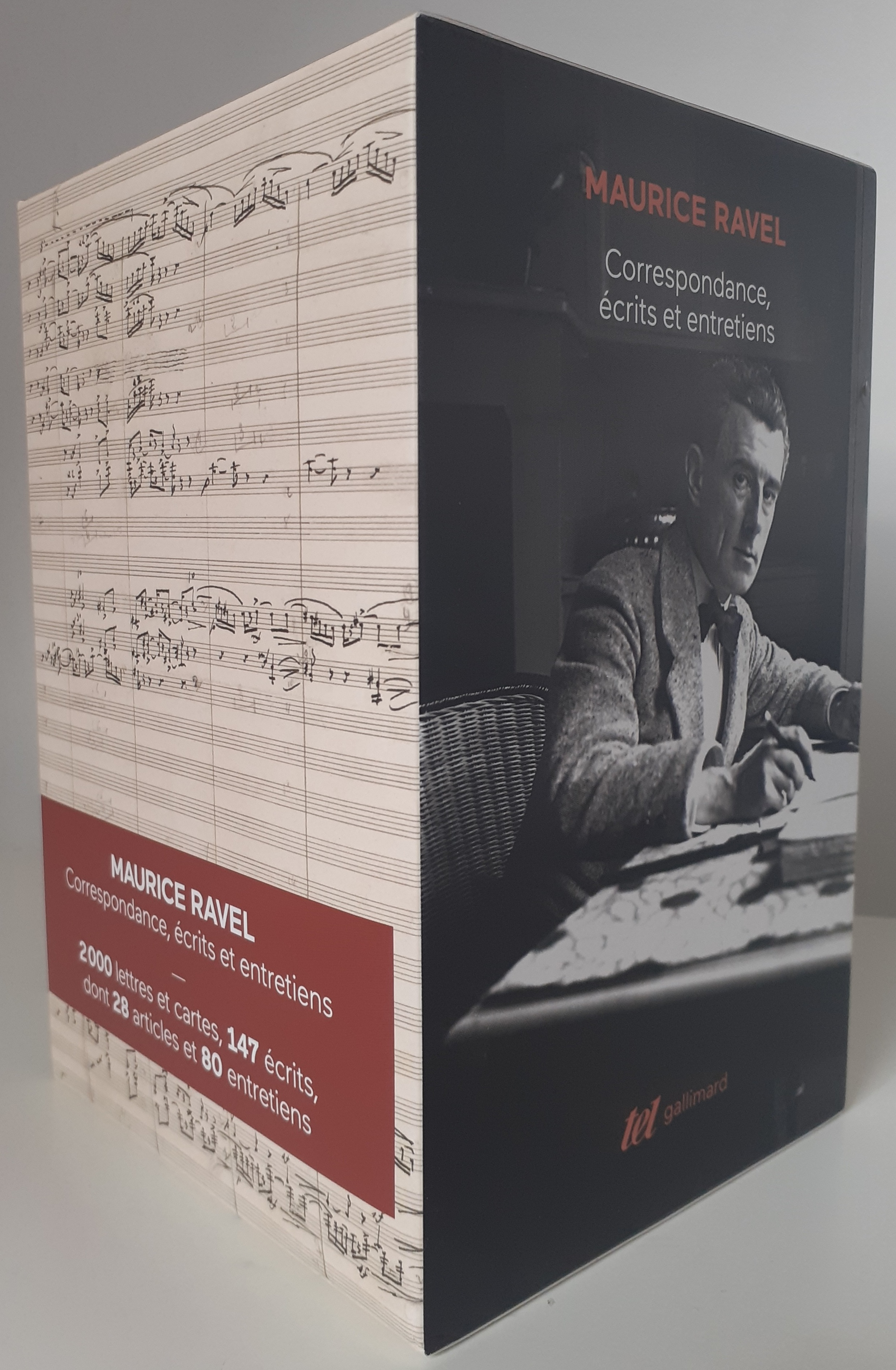
Coffret du livre en deux volumes Maurice Ravel Correspondance, écrits et entretiens aux éditions Gallimard 2025

- Maurice Ravel, L'intégrale : Correspondance (1895-1937), écrits et entretiens : édition établie, présentée et annotée par Manuel Cornejo, Paris, Le Passeur Éditeur, 2018, 1776 p. (ISBN 978-2-36890-577-7 et 2-36890-577-4, BNF 45607052)[47],[48],[49],[50],[51],[52],[53],[54],[55],[56],[57],[58],[59]. Livre épuisé depuis 2022
- Maurice Ravel, Correspondance, écrits et entretiens : édition établie, présentée et annotée par Manuel Cornejo, Paris, Gallimard, coll. « Tel », 2025, 2934 p. (ISBN 9782073111111, BNF 47682301)[60],[61],[62],[63],[64],[65],[66],[67],[68],[69],[70],[71]. Réunion de 2919 correspondances, écrits et entretiens, dont 2001 correspondances de Maurice Ravel, 147 écrits et entretiens de Maurice Ravel, ainsi que 16 annexes

### Articles (sélection)
- « Deux lettres inédites de Claude Debussy à René Lenormand », Cahiers Debussy, no 33,‎ 2009, p. 81-85 (ISSN 0395-1200) Édition de deux lettres inédites de Debussy et d'une lettre inédite de Ricardo Viñes écrite au nom de Debussy
- « Maurice Ravel en Belgique », Cahiers Maurice Ravel, no 13,‎ 2010, p. 74-125 (ISBN 978-2-8404-9609-0) Article sur les voyages de Ravel en Belgique et l'interprétation de ses œuvres dans ce pays, notamment à La Monnaie, avec illustrations en noir et blanc, p. 111-125
- « Quelques précisions sur la genèse des Mélodies populaires grecques harmonisées par Maurice Ravel : des dix mélodies initiales aux six mélodies éditées », Cahiers Maurice Ravel, no 13,‎ 2010, p. 149-192 (ISBN 978-2-8404-9609-0)
- « Quatre réponses et opinions méconnues de Claude Debussy publiées dans la presse quotidienne en 1911 et 1912 », Cahiers Debussy, nos 37-38,‎ 2014, p. 151-159 (ISSN 0395-1200)
- « Les films sur Maurice Ravel de Paul Danblon et Alain Denis (1). À la recherche de Maurice Ravel (RTBF, 1967). Interviews à Montfort-l'Amaury de Georges Labadie, Jacques Drouot, René Sèvegrand et Manuel Rosenthal », Cahiers Maurice Ravel, no 16,‎ 2013-2014, p. 91-112 (ISBN 978-2-8404-9680-9)
- « Une source ravélienne oubliée : les souvenirs de Sam Bottenheim, secrétaire de Willem Mengelberg », Cahiers Maurice Ravel, no 16,‎ 2013-2014, p. 157-169 (ISBN 978-2-8404-9680-9) À propos d’une rencontre rocambolesque à Lyons-la-Forêt avec un envoyé spécial du Concertgebouw d'Amsterdam
- « La Grande Guerre du conducteur Maurice Ravel. “Mon ami, z’il est à la guerre...” », Mon violon m’a sauvé la vie. Destins de musiciens dans la Grande Guerre, Paris, Lienart,‎ 2015, p. 60-64 (ISBN 978-2-35906-143-7, BNF 44453400) Publié sous la direction de Georgie et Luc Durosoir dans le catalogue d'une exposition au Musée de la Grande Guerre du pays de Meaux
- « Madame Reveleau, la fidèle gouvernante de Maurice Ravel au Belvédère de 1921 à 1937. “Mon maître, c’était un vrai aristo” », Cahiers Maurice Ravel, no 17,‎ 2014-2015, p. 121-132 (ISBN 978-2-8404-9587-1)
- « La première rencontre de Maurice Ravel et Léon-Paul Fargue chez Paul Sordes », Ludions, no 15,‎ 2015, p. 109-121 (ISSN 1621-4714) Article en lien avec la naissance du cercle ravélien des Apaches
- « Éditorial. “Bolérite” aiguë », Cahiers Maurice Ravel, no 18,‎ 2016, p. 9-30 (ISBN 978-2-8404-9722-6)
- « Les écrits de Maurice Ravel (1875-1937) : présentation synthétique », Dictionnaire des écrits de compositeurs, Dicteco,‎ 30 octobre 2017 (lire en ligne)
- « « La “Ravélophilie” est un bonheur ». La passion de Paul Danblon pour Maurice Ravel », La Pensée et les Hommes, no 113,‎ 2019, p. 19-37 (ISBN 978-2-9601970-9-9, ISSN 0774-2754)
- « Le fonds de manuscrits musicaux de Maurice Ravel des Archives du Palais princier de Monaco », Revue de musicologie, t. 107, no 1,‎ 2021, p. 77-93 (ISSN 0035-1601) Inventaire de manuscrits musicaux autographes de Ravel dont ceux pour orchestre L'Enfant et les Sortilèges (164 pages) et Concerto pour piano et orchestre (Concerto en sol) (110 pages) et celui du Quatuor à cordes en fa majeur (28 pages)
- « “Je suis en excellents termes de camaraderie avec Ravel, en effet”. Louis Aubert et Maurice Ravel, une amitié de quarante ans », Louis Aubert (1877-1968) : un compositeur entre trois époques, Bruxelles, Peter Lang,‎ 2024, p. 23-65 (ISBN 9783034348997)
- « Maurice Ravel et l’Espagne », Ravel Boléro, Paris, Éditions de La Martinière,‎ 2024, p. 70-79 (ISBN 979-10-401-2042-1) Article pour le catalogue de l'exposition Ravel Boléro à la Philharmonie de Paris
- « « J’ai tant de musique dans la tête ». Le drame de Maurice Ravel, compositeur foudroyé à cinquante-sept ans », La Lettre de l’Académie des beaux-arts, no 102,‎ 2025, p. 22-23 (ISSN 1265-3810, lire en ligne, consulté le 28 juin 2025)

### Bases de données
- « Le Bolero de Ravel (1928-1945) », Dezède,‎ 24 mai 2020 (ISSN 2269-9473, lire en ligne, consulté le 20 juin 2020) Inventaire de 736 auditions du Bolero dans le monde du 22 novembre 1928 au 8 mai 1945 -dont 440 du vivant du compositeur -dont 32 sous sa direction- avec les sources documentaires correspondantes
- « Maurice Ravel chef d'orchestre (1899-1934) », Dezède,‎ 6 juin 2020 (ISSN 2269-9473, lire en ligne, consulté le 11 décembre 2020) Inventaire de 78 concerts dirigés en partie ou totalité par Maurice Ravel -dont 11 concerts aux États-Unis en 1928 et 19 concerts en 1932 à Paris, Lyon et à travers l'Europe lors des tournées du Concerto pour piano et orchestre -dit Concerto en sol--
- « Les créations de L'Enfant et les sortilèges de Ravel », Dezède,‎ 9 février 2021 (ISSN 2269-9473, lire en ligne, consulté le 12 février 2021)
- « Les créations de L'Heure espagnole de Ravel », Dezède,‎ 17 février 2021 (ISSN 2269-9473, lire en ligne, consulté le 29 avril 2021)
- « Le Concerto pour la main gauche de Ravel (1932-1945) », Dezède,‎ 14 février 2022 (ISSN 2269-9473, lire en ligne, consulté le 7 mars 2022) Inventaire de 73 auditions du Concerto pour la main gauche dans le monde du 5 janvier 1932 au 8 mai 1945 -dont 34 du vivant du compositeur -dont 1 sous sa direction le 17 janvier 1933 ; dont 25 par Paul Wittgenstein et 24 par Jacques Février- avec les sources documentaires correspondantes
- « Le Concerto pour piano et orchestre (en sol) de Ravel (1932-1945) », Dezède,‎ 14 février 2022 (ISSN 2269-9473, lire en ligne, consulté le 7 mars 2022) Inventaire de 131 auditions du Concerto pour piano et orchestre (en sol) dans le monde du 14 janvier 1932 au 8 mai 1945 -dont 84 du vivant du compositeur -dont 22 sous sa direction- avec les sources documentaires correspondantes
- « Les premières de Daphnis et Chloé de Ravel (1911-1921) », Dezède,‎ 15 août 2022 (ISSN 2269-9473, lire en ligne, consulté le 29 août 2022) Inventaire de 15 premières de Daphnis et Chloé, ballet commandé en juin 1909 par Serge de Diaghilev pour les Ballets russes, avec le plus de comptes rendus possibles de ces premières
- « La première saison de la Société musicale indépendante (1909-1910) », Dezède,‎ 28 novembre 2022 (ISSN 2269-9473, lire en ligne, consulté le 29 novembre 2022) Inventaire des 5 premiers concerts de la SMI, cofondée en 1909-1910 à l'initiative de Maurice Ravel, avec de nombreuses sources documentaires
- « L'orchestration par Ravel des Tableaux d'une exposition de Moussorgsky (1922-1945) », Dezède,‎ 7 janvier 2023 (ISSN 2269-9473, lire en ligne, consulté le 20 janvier 2023) Inventaire de 217 auditions de la création le 19 octobre 1922 au 8 mai 1945, dont 86 auditions par Serge Koussevitzky, commanditaire et créateur de l’œuvre, dont 163 auditions du vivant de Maurice Ravel
- « Concerts Koussevitzky à Paris (1921-1928) », Dezède,‎ 23 janvier 2023 (ISSN 2269-9473, lire en ligne, consulté le 31 janvier 2023) Inventaire exhaustif et détaillé de 46 programmes de concerts de musique symphonique organisés et dirigés par Serge Koussevitzky, dont 34 à l’Opéra de Paris (20 novembre 1921-12 juin 1926), 3 à la Salle Gaveau (22 avril-6 mai 1921), 4 au Théâtre des Champs-Élysées (21 mai-11 juin 1927), 4 à la Salle Pleyel (24 mai-14 juin 1928) et 1 au Palais du Trocadéro (concert de bienfaisance du 21 mars 1922)
- « Maurice Ravel et Valentine de Saint-Point (1912-1917) », Dezède,‎ 9 octobre 2023 (ISSN 2269-9473, lire en ligne, consulté le 15 octobre 2023) Concerne en particulier un opus inédit de Maurice Ravel, son orchestration du 1er Prélude du Fils des étoiles d’Erik Satie, pour illustrer le poème Hymne au soleil de Valentine de Saint-Point

## Distinctions
- 2013 : Bourse des Muses ex aequo.
- 2019 : Prix du Jury du Prix France Musique des Muses.
- 2019 : Prix du meilleur livre sur la musique (Essai) du Syndicat professionnel de la Critique de Théâtre, Musique et Danse[72].
- 2019 : Prix Sévigné.
- 2022 : Prix Wicar Musique de la Société des sciences, de l'agriculture et des arts de Lille[73].